# Jakob Oftebro
Jakob Oftebro es un actor noruego conocido por haber interpretado a Laust Jensen en la serie 1864 y a Torstein Raaby en la película Kon-Tiki.

## Biografía
Es hijo del actor noruego Nils Ole Oftebro y de la periodista Kaja Korsvold, tieneuna hermana Elisabetha Oftebro y un medio hermano el actor Jonas Hoff Oftebro. Su madrastra es la actriz noruega Anette Hoff.
Asistió al "The Oslo Academy of the Arts". 
Habla con fluidez danés, alemán, inglés y español.
En 2013 comenzó a salir con la actriz noruega Iben Akerlie, sin embargo la relación terminó en el 2017.

## Carrera
En el 2008 se unió al elenco de la película de guerra Max Manus: Man of War donde interpretó a Lars Emil Erichsen, un miembro de la resistencia noruega durante la Segunda Guerra Mundial.
En el 2012 se unió al elenco principal de la exitosa película Kon-Tiki donde dio vida al telegrafista noruego Torstein Raaby, uno de los miembros a bordo de la embarcación del explorador noruego Thor Heyerdahl (Pål Sverre Hagen). La historia narra la travesía de Heyerdahl y su tripulación en el Kon-tiki en 1947 quienes buscan probar la teoría de Thor de que la gente de América del Sur podría haber resuelto el misterio de cómo se pobló la Polinesia en la época precolombina.
En el 2013 se unió al elenco de la película Tyskungen donde dio vida al joven Hans Olavsen, un guardia noruego que después de escapar de Alemania durante la guerra termina enamorándose de la joven Elsy Moström (Amalia Holm).
En 2014 se unió a la película Kraftidioten (en inglés: In Order of Disappearance) donde dio vida a Aaron Horowitz.
Ese mismo año se unió al elenco principal de la serie 1864 donde interpretó a Laust Jensen, uno de los hijos del soldado Thøger Jensen (Lars Mikkelsen).
En el 2015 apareció en la película Guldkysten (en inglés: Gold Coast) donde dio vida al joven botánico danés Wulff Joseph Wulff, quien luego de descubrir un barco esclavos de color, decide buscar la forma de detener al responsable de encadenarlos.
En 2016 dio vida a Peter Tordenskjold, un noble y oficial dano-noruego en la película Tordenskjold & Kold.
Ese mismo año dio vida al rebelde guerrero Skjervald, quien junto a Torstein (Kristofer Hivju) tienen la tarea de custodiar al heredero al trono en la película Birkebeinerne (en inglés: The Last King).
En el 2017 aparecerá en la serie Monster donde dará vida a Joel Dreyer.
Ese mismo año dará vida al superintendente de la policía Skarre en la película The Snowman.
En el año 2022 aparece en la película sueca del género post-apocalíptico Cangrejo Negro (Black Crab), junto a Noomi Rapace. Película dirigida por Adam Berg.

## Filmografía[8]

### Películas
| Año  | Título                  | Personaje          | Notas |
| ---- | ----------------------- | ------------------ | --- |
| 2017 | The Snowman             | Supt. Skarre       | junto a Michael Fassbender, Rebecca Ferguson, J.K. Simmons, James D'Arcy, Toby Jones, Sofia Helin y Ronan Vibert      |
| 2016 | Flaskepost fra P        | Pasgård            | junto a Nikolaj Lie Kaas, Fares Fares, Pål Sverre Hagen, Jakob Ulrik Lohmann y Amanda Collin                          |
| 2016 | Birkebeinerne           | Skjervald          | junto a Kristofer Hivju, Åsmund Brede Eike, Pål Sverre Hagen, Thorbjørn Harr, Benjamin Helstad y Nikolaj Lie Kaas     |
| 2016 | Tordenskjold & Kold     | Peter Tordenskjold | junto a Natalie Madueño, David Dencik, Björn Kjellman, Martin Buch, Thomas Voss y Martin Greis                        |
| 2015 | Guldkysten              | Wulff Joseph Wulff | junto a Danica Curcic, Luise Skov, Anders Heinrichsen, Mikkel Hilgart y Morten Holst                                  |
| 2014 | Når dyrene drømmer      | Daniel             | junto a Sonia Suhl, Lars Mikkelsen, Sonja Richter y Mads Riisom                                                       |
| 2014 | Kraftidioten            | Aaron Horowitz     | junto a Stellan Skarsgård, Bruno Ganz, Birgitte Hjort Sørensen, Kristofer Hivju, Pål Sverre Hagen y Tobias Santelmann |
| 2013 | Tyskungen               | Hans Olavsen       | junto a Amalia Holm, Claudia Galli Concha, Richard Ulfsäter, Kim Solfeldt y Edvin Endre                               |
| 2013 | Victoria                | Johannes           | junto a Iben Akerlie, Petronella Barker, Bill Skarsgård, Torstein Bjørklund, Mads Sjøgård Pettersen y Fridtjov Såheim |
| 2012 | Reisen til julestjernen | Ole                | junto a Vilde Zeiner, Anders Baasmo Christiansen, Agnes Kittelsen, Stig Werner Moe y Eilif Hellum Noraker             |
| 2012 | Kon-Tiki                | Torstein Raaby     | junto a Pål Sverre Hagen, Anders Baasmo Christiansen, Tobias Santelmann, Gustaf Skarsgård y Odd-Magnus Williamson     |
| 2011 | Varg Veum - Svarte får  | Asbjørn Søvold     | junto a Trond Espen Seim, Lene Nystrøm, Bjørn Floberg, Alexander Karim, Kjærsti Odden Skjeldal y Emil Johnsen         |
| 2008 | Max Manus: Man of War   | Lars Emil Erichsen | junto a Aksel Hennie, Agnes Kittelsen, Nicolai Cleve Broch, Ken Duken, Pål Sverre Hagen y Christian Rubeck            |

### Series de televisión
| Año             | Título          | Personaje                  | Notas                         |
| --------------- | --------------- | -------------------------- | ----------------------------- |
| 2019 - presente | Hamilton        | Carl Hamilton              | 10 episodios                  |
| 2018 - presente | Rig 45          | -                          | -                             |
| 2018            | Kriger          | Peter                      | 6 episodios - miniserie       |
| 2017            | Monster         | Joel Dreyer                | 7 episodios                   |
| 2017            | Gidseltagningen | Alpha                      | 8 episodios                   |
| 2015 - 2017     | Unge lovende    | Anders                     | 8 episodios                   |
| 2015            | Hæsjtægg        | Bård                       | -                             |
| 2014            | 1864            | Laust Jensen               | 7 episodios                   |
| 2014            | Neste Sommer    | Vestkantgutt               | episodio "Bryggeplass & tupé" |
| 2013 - 2014     | Lilyhammer      | Chris                      | 6 episodios                   |
| 2013            | Bron            | Mads                       | 3 episodios                   |
| 2012            | Erobreren       | Jonas Wergeland (de joven) | episodio # 1.2 - miniserie    |
| 2011            | Dag             | Novio de Kjersti           | episodio "Et stort lite liv"  |
| 2010            | Hvaler          | Mikkel Olsen               | 6 episodios                   |
| 2004            | Skolen          | Jacob                      | 3 episodios                   |

### Teatro
| Año  | Obra          | Personaje | Director (a)    | Teatro     | Notas |
| ---- | ------------- | --------- | --------------- | ---------- | ----- |
| 2010 | Birkehytten   | Bom       | Niclas Bendixen | Mungo Park | -     |
| 2010 | Et Andet Sted | Danyel    | Martin Lyngbo   | Mungo Park | -     |
| 2009 | Mumin         | Mumin     | Catherine Poher | Mungo Park | -     |

## Premios y nominaciones
| Año  | Categoría                         | Premio                                   | Serie | Resultado |
| ---- | --------------------------------- | ---------------------------------------- | ----- | --------- |
| 2015 | Best Supporting Actor - TV Series | Robert Festival Award                    | 1864  | Nominado  |
| 2014 | EFP Shooting Star                 | Berlin International Film Festival Award | -     | Ganó      |